# Black Rock (альбом Onyx)
Black Rock — седьмой студийный альбом американской хардкор-рэп-группы Onyx, выпущенный 16 февраля 2018 года лейблом X-Ray Records. Альбом был полностью спродюсирован 18-летним словенским продюсером Эмильо Альберт Кассагранде. В альбоме приняли участие Optimus, также известный как Jordy Towers, Skyzoo, R.A. The Rugged Man, SickFlo, Snak The Ripper и DJ Nelson.

## Предыстория
В конце 2002 года группа Onyx решила записать новый альбом в жанре рэп-рок с живыми инструментами и хип-хоп-барабанами. Выход пластинки планировался на лейбле D3 Entertainment в 2003 году, а первую метал-песню группа планировала записать совместно с группой Crazy Town для саундтрека к фильму «Крутящий момент» (англ. «Torque») (2004).
Группа вернулась к процессу записи альбома Black Rock в 2006 году:
«…В конце этого года выйдет новый альбом Onyx. Название нового альбома — «The Black Rock». Он выйдет на лейбле Major Independents. — Стики Фингаз»
Группа снова заговорила о новом альбоме в 2008 году.
«…Black Rock — это гибридный альбом, в котором рок находится под влиянием хип-хопа. В альбоме мы представляем мятежников мира и повстанцев улиц. Здесь хип-хоп встречает мош пит».
В 2008 году Фредро Старр и Стики Фингаз встретили молодого талантливого певца Optimus, также известного как Джорди Тауэрс, который принял участие в записи трёх песен для альбома Black Rock: «The Greatest Day of My Life», «Chasing The Devil» и «Blinded By The Light» , и даже снялся в видео на последнюю песню.
Весь альбом был спродюсирован Десмондом «DSP» Пауэллом. Альбом был сделан в июне 2008 года согласно интервью со Стики Фингазом. В 2008 году в интервью для AllHipHop Фредро сказал, что альбом должен был быть выпущен в 1994 году. Это должен был быть второй альбом Onyx.

## Разногласия с Дэймоном Дэшем
Альбом должен был выйти в конце 2009 года. Летом того же года группа отправилась в тур по городам Соединённых Штатов Америки под названием Black Rock U.S.A. Tour Summer 2009. Но релиз альбома был отложен из-за Дэймона Дэша, одного из трёх основателей лейбла Roc-A-Fella Records, который совместно с рок-группой The Black Keys при участии нью-йоркских рэперов Mos Def, Billy Danze из M.O.P., Q-Tip, Jim Jones, RZA, Raekwon и других в конце 2009 года выпустил альбом под названием BlakRoc, в котором музыканты совместили два жанра, рэп и рок. Этот альбом разрушил планы Onyx. Первый сингл с проекта BlakRoc вышел 14 сентября 2009 года, и тем самым анонсировал выход нового проекта. Неделю спустя, 21 сентября, в интервью на радиошоу Lip Service участники Onyx высказались по этому поводу:
«…Ниггеры скопировали целое движение. Мы давали гастроли в поддержку выхода нашего альбома 'Black Rock'. Сейчас я слышу, что другие черномазые собираются выпустить такой же альбом. Я не назову вам ни одного имени. Вы знаете этого человека. Позвони мне, нигга. Перестаньте играть со мной в игры!»
«…Onyx придумали этот проект 'Black Rock'. А если кто-то пытается выпустить точно такой же проект, то они копируют нас. Если этот альбом выйдет, то я обещаю вам, что я поставлю товарный знак вокруг ваших глаз. И я найду вас однажды и расправлюсь с вами как Кэндимэн… Не важно, кто первым выпустит этот проект, важно, кто первым получит в глаз за это!.»
Несмотря на все угрозы со стороны Onyx, проект Дэймона Дэша BlakRoc всё-таки вышел 24 ноября 2009 года. Спустя месяц, 17 декабря, группа Onyx выпустила видео «The Real Black Rock», в котором Стики задиссил Дэймона Дэша, взяв за основу разговор по телефону с Джеем-Зи.

## Новый Black Rock
Black Rock — это гибридный альбом, смесь хип-хопа и рок-н-ролла. Группа смешала свой хардкор вокал с тяжёлыми гитарными риффами, чтобы создать самый агрессивный релиз в карьере группы. Все песни в альбоме были спродюсированы 18-летним словенским продюсером Эмильо Альберт Кассагранде. В марте 2017 года Эмилио отправил свои инструменталы Фредро Старру. Фредро сразу оценил опыт молодого битмейкера, и уже со следующего месяца начал работать с его кузеном Стики Фингазом над записью нового альбома. Фредро и Стики перезаписали свои старые акапеллы 10-летней давности под новую музыку от Эмилио. Они пригласили к работе других рэперов — Sick Flo (из Атланты), Snak The Ripper (из Канады) и DJ Nelson (из Франции), а в конце июля к ним присоединились рэперы из Нью-Йорка, Skyzoo и R.A. The Rugged Man. Вокальные партии, которые записал Optimus в 2008 году, было решено оставить без изменений.
Вдохновение для этого нового альбома пришло из записанного совместно с группой Biohazard трека «Judgment Night» 1993 года, который был ведущим синглом на влиятельном саундтреке к фильму «Ночь страшного суда», где хип-хоп встречает рок во многих его различных формах.

## Синглы
Первый сингл, «Ima F*ckin Rockstar», записанный при участии рэпера Skyzoo, был выпущен 30 января 2018 года. Премьера сингла состоялась на сайте журнала XXL, где Фредро рассказал историю о песне:
«…Мы связались со Skyzoo после того, как мы услышали песню „Bamboo“ в его мини-альбоме 'Peddler Themes', в которой он отдавал дань уважения моему персонажу из фильма 'Strapped'.»
Второй сингл, «O.D.», записанный при участии рэпера R.A. The Rugged Man, был выпущен 14 февраля 2018 года. Премьера сингла состоялась на сайте HipHopDX.

## Видеоклипы
Группа Onyx выпустила три видеоклипа из первой версии альбома Black Rock: «Neva Goin 'Bac» (2008), «Black Rock (U Know Wht It Iz)» (2009), «The Real Black Rock» (2009). Ещё одно видео для песни «Blinded By The Light» ещё не выпущено. Видео было снято Престоном Уитмором в пустыне Мохаве в Калифорнии 26 апреля 2009 года. В то время песня была спродюсирована Десмондом «DSP» Пауэллом, который выступил в качестве сопродюсера этого альбома.
Группа Onyx выпустила видеоклип на заглавный трек «Black Rock» в марте 2018 года. Премьера видео состоялась на сайте журнала XXL. Новое видео от Onyx на песню «Black Rock» напомнит вам фильм Казаам 1996 года, где маленький мальчик с помощью бумбокса разбудил чернокожего джинна, роль которого исполнил легендарный баскетболист и рэпер Шакил О’Нил. В нашем же случае роль джиннов исполнили не менее легендарные Фредро Старр и Стики Фингаз, только вместо бумбокса они много лет находились в заточении гитарного усилителя, который маленькая девочка подсоединила к гитаре, и устроила настоящую хип-хоп-вечеринку с участием группы Onyx.

## Список композиций
| #   | Название               | Участвующие гости                 | Длительность |
| --- | ---------------------- | --------------------------------- | ------------ |
| 01. | «Onyx!!»               |                                   | 0:28         |
| 02. | «Black Rock»           | DJ Nelson                         | 2:54         |
| 03. | «What U Want From Me»  |                                   | 2:42         |
| 04. | «Blinded By The Light» | Optimus                           | 3:42         |
| 05. | «Ima F*ckin Rockstar»  | Skyzoo                            | 3:05         |
| 06. | «Lighters Intro»       |                                   | 0:21         |
| 07. | «Lighters»             |                                   | 3:11         |
| 08. | «Greatest Day»         | Optimus                           | 3:02         |
| 09. | «O.D.»                 | R.A. The Rugged Man               | 3:04         |
| 10. | «Love Is A Gun»        |                                   | 3:54         |
| 11. | «Point Em Out»         |                                   | 2:45         |
| 12. | «Chasing The Devil»    | Optimus, SickFlo, Snak The Ripper | 6:02         |

## Сэмплы
«Black Rock»
- Использована песня «Black Cop» рэпера KRS-One

## Невошедший материал
Песни, записанные в 2008—2009 годах во время студийных сессий альбома Black Rock, но были вырезаны из финальной версии альбома:
- «Neva Goin' Bac» (при участии Sonny Seeza) (2008)[6]
- «Black Rock (U Know Wht It Iz)» (2009)
- «The Real Black Rock» (2009)
- «Slam Boyz» (2009)
- «Love Is a Gun» (при участии Mezmo) (2009)
- «Blinded By The Light» (при участии Optimus) (2009)